# Aljaksandr Kavalenka
Aljaksandr Jur"jevič Kavalenka (in bielorusso Аляксандр Юр’евіч Каваленка?; in russo Александр Юрьевич Коваленко?, Aleksandr Jur'evič Kovalenko; Babrujsk, 8 maggio 1963) è un ex triplista sovietico di origine bielorussa medagliato olimpico.

## Carriera
Gareggiò per l'Unione Sovietica ai Campionati mondiali di atletica leggera di Roma 1987 piazzandosi al quarto posto nel salto triplo con la misura di 17,38 metri. Il più grande risultato della sua carriera lo ottenne alle Olimpiadi di Seul 1988, vincendo la medaglia di bronzo con la misura di 17,42 metri dietro al bulgaro Hristo Markov ed al connazionale Igor' Lapšin.
Partecipò anche alle Olimpiadi di Barcellona 1992 in rappresentanza della ex Squadra Unificata della C.S.I., saltando 17,06 metri e terminando la competizione al settimo posto.
Si ritirò dall'attività di triplista poco dopo la fine della stessa stagione agonistica.